# Słocina (gmina)
Słocina – dawna gmina wiejska istniejąca w latach 1934–1954 w woj. lwowskim i rzeszowskim (dzisiejsze woj. podkarpackie). Siedzibą władz gminy była Słocina (obecnie dzielnica Rzeszowa).
Gminę Słocina utworzono 1 sierpnia 1934 roku w województwo lwowskim, w powiecie rzeszowskim, z dotychczasowych drobnych gmin wiejskich: Drabinianka, Krasne, Malawa, Matysówka, Palikówka, Pobitno, Słocina, Wilkowyja i Zalesie.
Po wojnie gmina Słocina weszła w skład woj. rzeszowskiego (nadal w powiecie rzeszowskim). Według stanu z dnia 1 lipca 1952 roku gmina składała się z 8 gromad: Krasne, Malawa, Matysówka, Palikówka, Słocina, Wilkowyja, Zalesie i Załęże.
Gmina Słocina została zniesiona 29 września 1954 roku wraz z reformą wprowadzającą gromady w miejsce gmin. Jednostki nie przywrócono 1 stycznia 1973 roku po reaktywowaniu gmin.